# Vår Herre luggar Johansson
Vår Herre luggar Johansson är en svensk dramafilm från 1944 i regi av Sigurd Wallén.

## Om filmen
Filmen premiärvisades 29 september 1944 på biograf Anglais i Stockholm. Den spelades in vid Europa Studio i Sundbyberg med exteriörer från Södermalm i Stockholm av Harald Berglund.

## Roller i urval
- Sigurd Wallén - Johansson
- Dagmar Ebbesen - Fru Johansson
- Anders Ek - Olle
- Bojan Westin - Lena
- Hans Lindgren - Åke, deras tre barn
- Edla Rothgardt - Farmor
- Marianne Gyllenhammar - Barbro
- Christian Bratt - Wille Bergsten
- Tom Österholm - Tore
- Douglas Håge - Lundberg
- Harry Ahlin - Brolinder, grosshandlare
- Hjördis Petterson - Fru Brolinder
- Carl Reinholdz - Adils
- Artur Cederborgh - Eriksson
- Tord Stål - Kontorschef

## Filmmusik i urval
- Valse amoroso, kompositör Erik Baumann
- Den rosens doft, kompositör Erik Baumann, text Sven Gustafson